# Parafia św. Kazimierza w Toronto
Parafia św. Kazimierza w Toronto-Roncesvalles (ang. St. Casimir's Parish) – parafia rzymskokatolicka położona w dzielnicy Toronto, Roncesvalles, w prowincji Ontario, Kanada.
Jest ona parafią wieloetniczną w archidiecezji Toronto imigrantów w dzielnicy Toronto, zwanej potocznie Kazimierzowo, z mszą w języku polskim dla polskich imigrantów. Prowadzą ją ojcowie oblaci.
Powołana 26 marca 1949 roku. Parafia została dedykowana św. Kazimierzowi.

## Historia parafii
1 kwietnia 1948 roku ks. P. Klita OMI, proboszcz parafii św. Stanisława, zakupił grunt pod budowę kościoła św. Kazimierza za 15 000 dolarów.
W 1948 rozpoczęto budowę sali parafialnej. 17 kwietnia 1949 roku odprawiono pierwszą mszę św. w sali parafialnej.
21 stycznia 1949 roku podjęto decyzję o budowie kościoła. Nadzór nad budową nowej parafii powierzono o. Michaelowi Smithowi, OMI.
23 maja 1954 roku odbyło się uroczyste poświęcenie kościoła.

## Grupy parafialne
- Towarzystwo Różańca Świętego
- Towarzystwo Imienia Jezus
- Sodalicja Mariańska
- Stowarzyszenie Miłosierdzia Bożego
- Rycerze Kolumba
- Oaza Dzieci Bożych
- Duchowa Adopcja Dziecka
- Ruch Rodzin Nazaretańskich

## Szkoły
- St. Casimir School

## Nabożeństwa w j. polskim
- Sobota – 19:00
- Niedziela – 8:00; 11:00; 13:00; 19:00;